# Grevillea steiglitziana
Grevillea steiglitziana là một loài thực vật có hoa trong họ Quắn hoa. Loài này được N.A.Wakef. miêu tả khoa học đầu tiên năm 1956.